# Joan Roderic Roís de Corella
Descendent de Pere Roís de Corella, Don Antoni Acorella e Iñego de Corella.
Va tindre el carrec de Jurat en el Estament dels Generosos en 1341, Jurat del Consell municipal en 1344 i justicia criminal de la ciutat de València en 1346.
Partidari de la Unió participà en la batalla de Mislata, Bétera, Almuçafes, Ocaive, Pedreguer (1347), lluita entre la Unió de nobles contra la reialesa d'Aragó en temps de Pere IV. Finalment va ser ajusticiat i condemnat a la pena de mort en 1348. Li imputaren ser "Gran cap de la Unió".
Després de la pena de mort, les seues possessions van ser assignades a Berenguer d'Abellà, entre elles també Mililla, Neclas i Gata-(Gorgo).
L'Olocaive, Pedreguer, Rafal, Montroi, Canyelles, Benicau i Aguilar, va ser venuda a Mateu Mercer